# U-образный двигатель

Анимационная схема U-образного двигателя

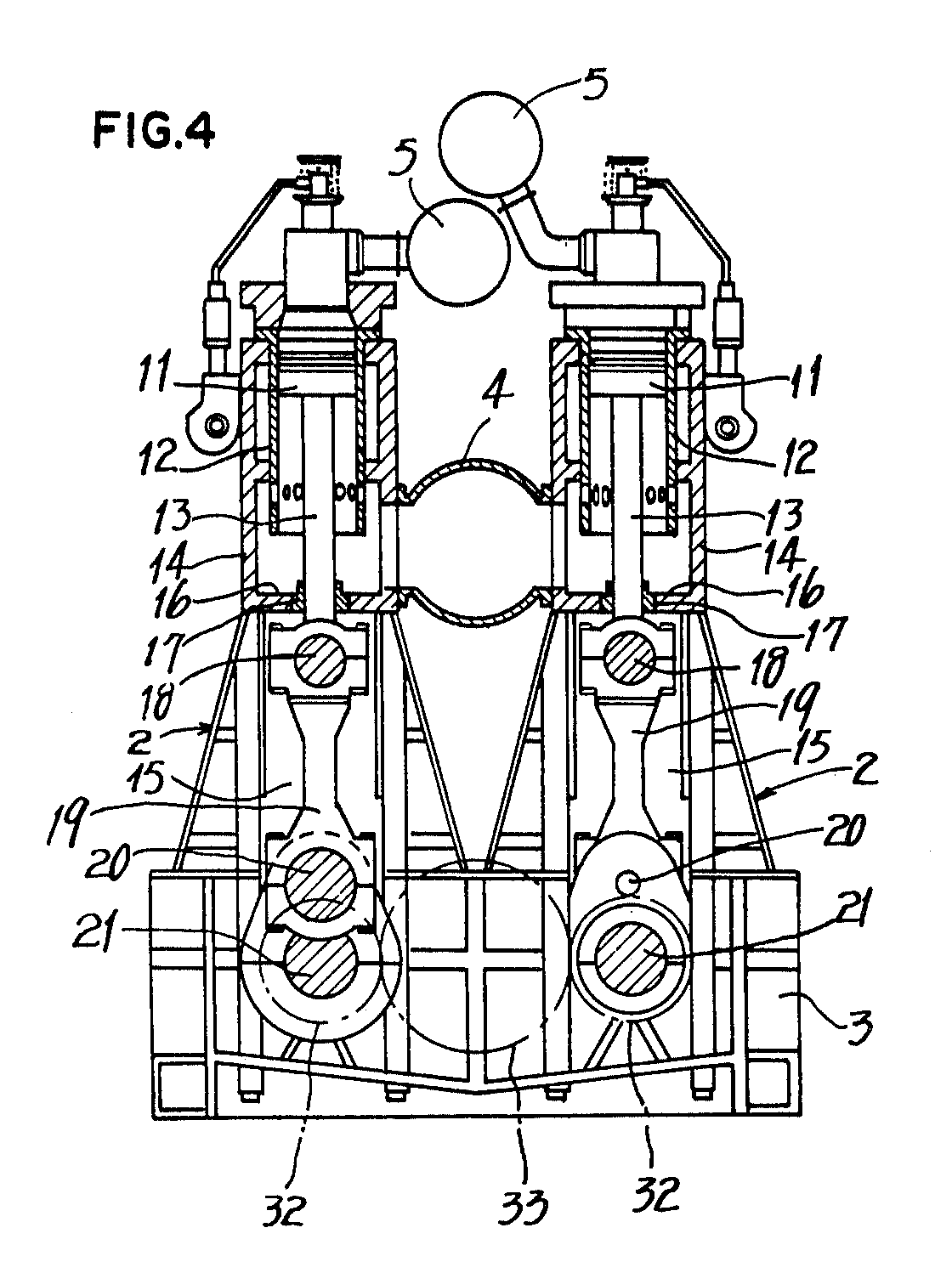
Патентный чертеж морского U-образного дизеля

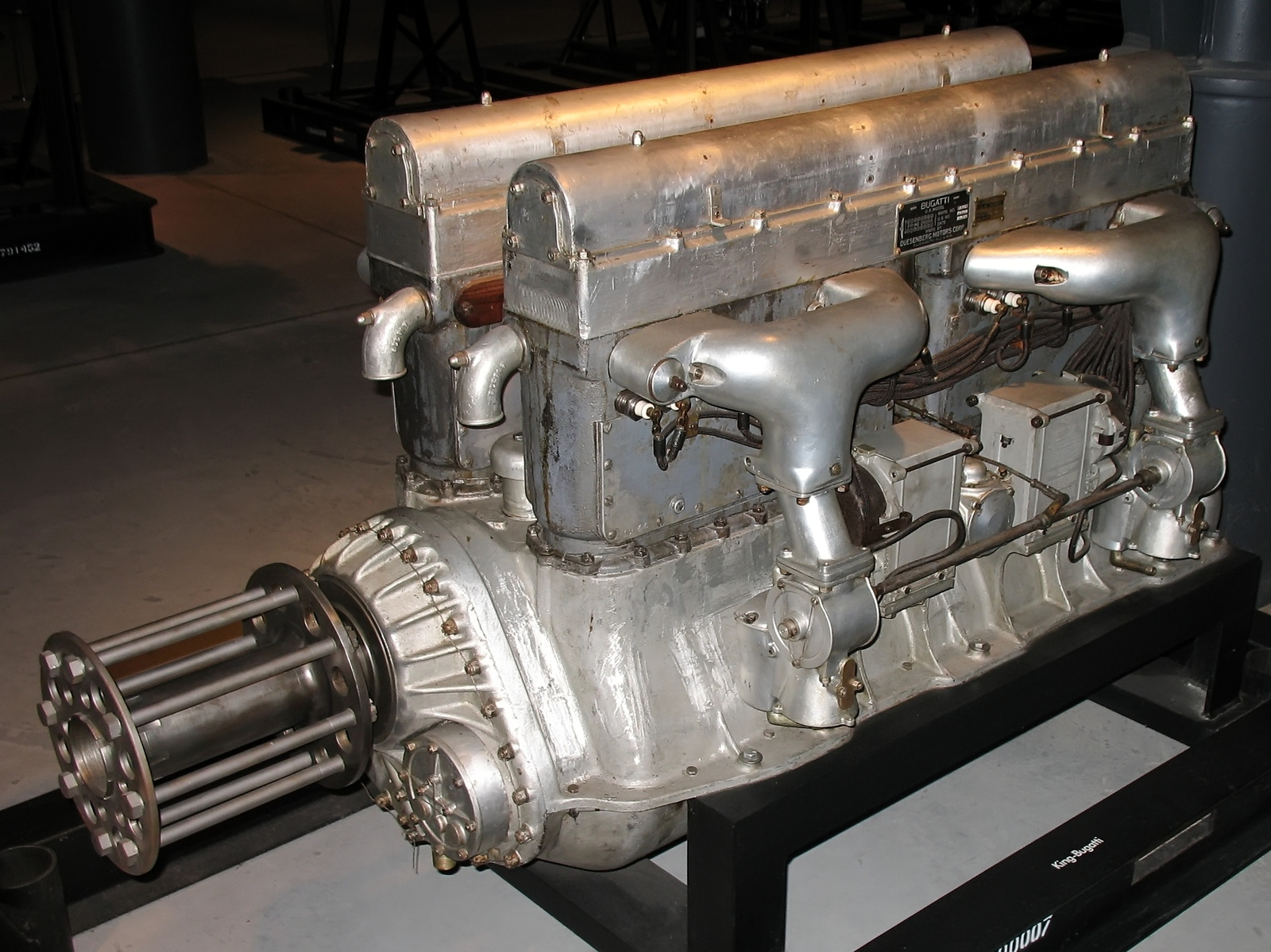
U-образный двигатель Bugatti

U-образный двигатель — условное обозначение силовой установки, представляющей собой два рядных двигателя, коленчатые валы которых механически связаны при помощи цепи или шестерней.
Известные примеры использования: спортивные автомобили — Bugatti Type 45, опытный вариант Matra Bagheera, некоторые судовые и авиационные двигатели.
U-образный двигатель с двумя цилиндрами в каждом блоке обозначается иногда как square four. Такие двигатели в двухтактном исполнении часто использовались на спортивных и гоночных мотоциклах в 80-х годах, например Suzuki RG500 «Gamma».